# Colletes xuechengensis
Colletes xuechengensis är en biart som beskrevs av Kuhlmann 2007. Colletes xuechengensis ingår i släktet sidenbin, och familjen korttungebin. Inga underarter finns listade i Catalogue of Life.